# Николай (Субботин)
Епи́скоп Никола́й (в миру Василий Александрович Субботин; 24 июня 1973, Бугульма, Татарская АССР) — епископ Русской православной церкви, епископ Салаватский и Кумертаусский.
Тезоименитство — 9 (22) мая (святителя Николая Чудотворца).

## Биография
Родился 24 июня 1973 года в городе Бугульма Татарской АССР в семье рабочих.
В 1990 году окончил среднюю школу № 1 города Бугульмы.
В том же году епископом Казанским и Марийским Анастасием рукоположён в сан диакона.
В 1991 году епископом Уфимским и Стерлитамакским Никоном принят в клир Уфимской епархии, где нёс протодиаконское служение до 2004 года.
В 1991—1994 годах обучался в Московской духовной семинарии.
В 2001—2005 годах заочно обучался в Киевской духовной академии, где на кафедре догматического богословия защитил кандидатскую диссертацию на тему «Православное учение о смысле и цели жизни в связи с концепцией современного взгляда на счастье».
7 января 2004 года архиепископом Уфимским Никоном хиротонисан во пресвитера и назначен клириком Свято-Сергиевского кафедрального собора города Уфы.
22 декабря 2006 года архиепископом Уфимским Никоном пострижен в мантию с наречением имени Николай в честь святителя Николая Чудотворца.
В 2006—2009 годах служил в Киевской митрополии, где нёс послушания казначея и благочинного Свято-Георгиевского Городницкого ставропигиального мужского монастыря Житомирской области.
По просьбе архиепископа Никона в 2009 году вернулся в Уфимскую епархию и назначен настоятелем Казанского храма города Уфы и секретарём епархиального управления, возведён в сан архимандрита.
В январе 2009 года участвовал в работе Поместного собора Русской православной церкви как делегат от монашествующих Уфимской епархии.
В 2010 году заочно окончил Уфимскую государственную академию экономики и сервиса.
...«Самыми важными качествами епископа считаю глубокую непоколебимую веру, любовь к Богу и людям, самоотверженное и жертвенное служение, сохранение единства Церкви согласно Правилам святых Апостол и Соборов Церкви, учению святых Отцов и Канонам».

### Архиерейство
Решением Священного Синода от 27 июля 2011 года (журнал № 72) избран епископом Бирским, викарием Уфимской епархии. Инициатива назначения викария принадлежала архиепископу Уфимскому и Стерлитамакскому Никону, который подал в Священный Синод соответствующее прошение.
26 сентября 2011 года в Тронном зале Патриарших покоев Храма Христа Спасителя Патриарх Московский и всея Руси Кирилл возглавил чин наречения архимандрита Николая (Субботина) во епископа Бирского, викария Уфимской епархии.
27 сентября 2011 года в храме святителя Мартина Исповедника в Алексеевской Новой Слободе в Москве состоялась хиротония архимандрита Николая (Субботина) во епископа Бирского, викария Уфимской епархии. Хиротонию совершили: Патриарх Кирилл, митрополит Крутицкий и Коломенский Ювеналий (Поярков), митрополит Саранский и Мордовский Варсонофий (Судаков), архиепископ Уральский и Гурьевский Антоний (Москаленко), архиепископ Истринский Арсений (Епифанов), архиепископ Уфимский и Стерлитамакский Никон (Васюков), архиепископ Егорьевский Марк (Головков), епископ Солнечногорский Сергий (Чашин), епископ Дрогобычский Филарет (Кучеров).
С 12 по 23 декабря 2011 года слушал двухнедельные курсы повышения квалификации для новоизбранных архиереев Русской Православной Церкви в Общецерковной аспирантуре и докторантуре имени святых равноапостольных Кирилла и Мефодия.
Решением Священного синода от 16 марта 2012 года назначен епископом Салаватским и Кумертауским. В 2015 году избран в Салавате человеком года по версии газеты «Выбор».

## Образование
- Московская Духовная Семинария (1994 год)
- Киевская Духовная Академия (2005 год)
- Уфимская государственная академия экономики и сервиса (2010 год)